# Absolutum dominium
Absolutum dominium (łac. "nieograniczona władza") – określenie używane w Polsce XVI-XVIII wieku, w którym szlachta piętnowała dążenia króla do wzmocnienia władzy monarszej. Polska szlachta obawiała się, że królowie (przede wszystkim z dynastii Wazów) będą dążyli do formy rządów, w której władca skupia w swym ręku pełnię niekontrolowanej władzy. W rzeczywistości chodziło o to, by pełnia władzy w królestwie znalazła się w rękach oligarchii magnackich i ich szlacheckiej klienteli.